# Faran Tahir
Pour les articles homonymes, voir Tahir.
Faran Tahir est un acteur américain, né le 16 février 1963 à Los Angeles. 
Tahir est né à Los Angeles dans une famille d'artistes. Ses parents étaient l'acteur Naeem Tahir et l'animatrice de radio Yasmeen Tahir. Ses grands-parents étaient les écrivains Imtiaz Ali Taj et Hijab Imtiaz Ali. Tahir a ensuite obtenu son diplôme de programmes de théâtre à l'Université de Californie à Berkeley et à l'Institute for Advanced Theatre Training de l'Université de Harvard.
Tahir a fait ses débuts à la télévision en tant que réceptionniste sur Midnight Caller en 1989. Il a fait ses débuts au cinéma en tant que Nathoo dans la version live-action de Disney en 1994 du Livre de la jungle. Il a ensuite joué dans divers rôles, tels que Raza dans Iron Man (2008), Captain Robau dans Star Trek (2009) et le président Patel dans Elysium (2013). En 2016, il a tenu le rôle principal d'Othello dans une production de la Shakespeare Theatre Company à Washington, DC.

## Jeunesse
Faran Haroon Tahir est né le 16 février 1963 à Los Angeles de Naeem Tahir, acteur vétéran et écrivain respecté, et de Yasmeen Tahir. Par l'intermédiaire de sa mère, "l'une des voix les plus célèbres de Radio Pakistan", ses grands-parents sont les écrivains célèbres Imtiaz Ali Taj et Hijab Imtiaz Ali, également la toute première femme pilote musulmane, tandis que son jeune frère Ali Tahir (né en 1972 ) est également un acteur, mieux connu pour avoir joué dans la comédie dramatique Teen Bata Teen. Son autre frère cadet, Mehran Tahir (né en 1965), est un producteur de télévision, qui a notamment travaillé pour Hum TV. Faran Tahir a grandi au Pakistan et est retourné aux États-Unis en 1980.
Tahir a étudié l'économie d'entreprise à l'Université de Californie à Berkeley avant de passer aux arts de la scène et d'obtenir un diplôme en théâtre. Il a ensuite obtenu une maîtrise en beaux-arts de l'Institut de formation théâtrale avancée de l'American Repertory Theatre (A.R.T.) à l'Université de Harvard.

## Carrière
Il a fait ses débuts au cinéma en jouant Nathoo dans la version live-action de Disney en 1994 du Livre de la jungle de Rudyard Kipling. Depuis, il est apparu dans des films tels que Picture Perfect (1997), Anywhere But Here (1999) et Charlie Wilson's War (2007). Il a également tenu le rôle principal masculin dans le film indépendant ABCD de 1999.
En 2008, Tahir a tenu le rôle du méchant Raza dans le film Iron Man de Marvel Comics.
Il a joué le capitaine de Starfleet Richard Robau dans le film Star Trek de 2009. En 2013, Tahir a joué le président Patel dans le film de science-fiction Elysium.
Tahir a joué dans de nombreuses séries télévisées, notamment Alias, The Practice, Family Law, The Agency, NYPD Blue, Lost, 7th Heaven, The West Wing, Walker, Texas Ranger, The D.A., 24, Monk, Justice, Cold Case, Chuck, Hawaii 5-0 et Entrepôt 13. Il a également partagé la vedette avec Robert Beltran et Chase Masterson dans le film original Manticore de Sci-Fi Channel en 2005. Il a également joué dans la série dramatique médicale Grey's Anatomy en tant qu'Isaac et est apparu dans la série CW Supernatural en tant que dieu égyptien Osiris dans l'épisode de la septième saison "Defending Your Life".[14] Tahir a joué dans le film d'horreur fantôme Jinn, et dans le rôle de Frank, le bras droit de Cliff Barnes dans la renaissance de Dallas. En 2015, Tahir est apparu dans un rôle récurrent en tant que commandant de Supergirl.
Il est apparu dans JAG dans les épisodes "Ice Queen" et "Meltdown" qui ont servi de deux épisodes pilotes pour la série NCIS. Sept ans plus tard, Tahir est apparu dans le spin-off NCIS : Los Angeles.
En 2016, Tahir a rejoint American Crime en tant que Rhys Bashir, et a été choisi comme Capitaine Nemo dans Once Upon a Time. En 2017, Tahir a tenu le rôle de Mallick dans l'émission télévisée de Syfy, 12 Monkeys.
Lors de sa visite à Karachi, au Pakistan, il est apparu dans une série Web Speak Your Heart With Samina Peerzada en janvier 2019.
Faran sera vu dans le prochain film pakistanais Umro Ayyar - A New Beginning, un thriller d'action produit par Azfar Jafri sous la bannière de VR Chili Production. Umro Ayyar - A New Beginning devrait sortir en 2022 dans le monde entier.

## Filmographie

### Cinéma
- 2007 : La Guerre selon Charlie Wilson : Brigadier Rashid
- 2008 : Iron Man : Raza
- 2009 : Star Trek de J. J. Abrams : Capitaine Robau
- 2013 : Elysium de Neill Blomkamp : Président Patel
- 2013 : Évasion (Escape Plan) : Javed
- 2015 : Flight 42 : William Strong

### Télévision
- 2002-2003 : À la Maison-Blanche, 2 épisodes
- 2003 : JAG, 2 épisodes
- 2003 : Boston Public : M. Mubarik, 1 épisode
- 2004 : 24 heures chrono : Tomas Sherek
- 2006 : Charmed : Savard, 1 épisode
- 2006 : Monk, 1 épisode
- 2006 : Justice : Oscar Rivera, 1 épisode
- 2007 : Cold Case : Affaires classées : Anil Patel, 1 épisode
- 2008 : Chuck : Farrokh Bulsara (saison 2 épisode 5)
- 2008 : Lost : Les Disparus : Ismael Bakir, 1 épisode
- 2009 : Grey's Anatomy : Isaac (saison 6 épisode 7)
- 2010 : Warehouse 13 : Adwin Kosan
- 2010 : Childrens Hospital : Malik (saison 2 épisode 12)
- 2012 : Burn Notice : Ahmad Damour (saison 6 épisode 3)
- 2012 : Dallas : Frank
- 2012 : Supernatural : Osiris
- 2013 : Private Practice : Charles (saison 6 épisode 12)
- 2014-2015 : Esprits criminels : Tivon Askari (saison 9, épisode 14 & saison 10, épisode 11)
- 2014 : Elementary : Ramses Mattoo
- 2014 : Murder : Faran Tahir
- 2015 : Blacklist : Ruslan Denisov
- 2015 : Supergirl : Le Commandant
- 2015 : Once Upon A Time : Capitaine Nemo
- 2016 : Hawaii 5.0 : Lucky Morad (saison 7 épisode 2)
- 2016 : Prison Break : Jamil (saison 5, épisode 2)
- 2017 : Once Upon A Time : Capitaine Nemo
- 2017 : Shameless : Adeeb (saison 8, épisode 2)
- 2018 : NCIS : Los Angeles
- 2018 : Scandal : Président Farid Rashad

## Voix françaises
| - Michel Vigné dans : (les séries télévisées) - Warehouse 13 - American Crime - Once Upon a Time - 12 Monkeys - Scandal - The Magicians - Omar Yami dans : - Iron Man - Évasion | - Éric Marchal dans (les séries télévisées) : - Dallas - Backstorm Et aussi - Christophe Peyroux dans Star Trek - Mathieu Buscatto dans Elementary (série télévisée) - Azil Raïs dans Elysium - Serge Faliu dans Blacklist (série télévisée) - Erik Colin dans Supernatural (série télévisée) |

- Lucien Jean-Baptiste dans ‘’Monk